# 静岡県立天竜高等学校
静岡県立天竜高等学校（しずおかけんりつ てんりゅうこうとうがっこう）は、静岡県浜松市天竜区にある高等学校である。二俣校舎（二俣町二俣）と、春野校舎（春野町堀之内）から成る。

## 概要

### 設立の経緯
静岡県教育委員会は2005年（平成17年）3月までに、『静岡県立高等学校第二次長期計画 ― 平成27年度を見通して ― 』をまとめた。その中で、静岡県立二俣高等学校と天竜林業高等学校は、生徒数の減少により学級数が少数となることが見込まれるため、発展的に普通科・専門学科等を有する高等学校に再編整備することが必要とされた。並行して春野高等学校も、二俣・天竜林業の各高校の再編整備により設置する高校の分校舎にすることとされた。
平成25年2月県議会定例会（2013年2月〜3月）において再編整備についての条例案が可決・成立し、3月28日に条例が公布された。2014年（平成26年）4月1日に条例が施行され、旧天竜林業高校の校地に開校した。

### 年表
- 2014年（平成26年）4月1日 - 天竜高校として開校。二俣校舎（浜松市天竜区二俣町二俣601番地）に学年制による課程として普通科、環境システム科、建築デザイン科、森林科学科、環境科及び森林科並びに単位制による課程として総合科を、春野校舎（浜松市天竜区春野町堀之内284番地）に学年制による課程として普通科をそれぞれ設置。
- 2015年3月 - 第1回卒業証書授与式を実施。（統合によって閉校になった各高校で修得した単位は、天竜高校開校後に修得した単位とみなすこととされた[4]ため。
- 2021年4月 - 二俣校舎に学年制による課程として森林・環境科を設置。環境科及び森林科の募集を停止[5]。

### 校歌
校歌「天に竜あり 地に竜在り」の作詞・作曲者は次のとおりである。
- 作詞 - 田中章義
- 作曲 - サンプラザ中野くん

## 設置学科
静岡県立高等学校学則により、2021年度（令和3年度）に設置している学科は次のとおりである。
二俣校舎
- 学年制による課程
  - 森林・環境科（第1学年）
  - 環境科（第2・第3学年）
  - 森林科（第2・第3学年）

- 単位制による課程
  - 総合学科

春野校舎
- 学年制による課程
  - 普通科

かつて設置していた学科
- 普通科（二俣校舎・2014年度以降募集停止）
- 環境システム科（二俣校舎・2014年度以降募集停止）
- 建築デザイン科（二俣校舎・2014年度以降募集停止）
- 森林科学科（二俣校舎・2014年度以降募集停止）

二俣校舎の総合学科は、人文自然、総合ビジネス、建築、福祉、未来創造の5つの系列を設置している。

## 学校行事
| 1学期 - 宿泊研修 - 遠足 - 文化祭 - 野球応援 - インターンシップ | 2学期 - 防災訓練 - 体育大会 - 芸術鑑賞教室 - 修学旅行(二年) - ディズニー研修(一年) - 球技大会 | 3学期 - 職業インタビュー - 天竜チャレンジ - 福祉体験実習 |

## 部活動
| 運動部 - 野球（二俣） - ボート（二俣） - ハンドボール（二俣） - ソフトテニス（二俣・春野） - 卓球（二俣・春野） - 陸上（二俣） - 剣道（二俣） - 柔道（二俣） - アーチェリー（二俣） - サッカー（二俣） - バドミントン（二俣） - バレーボール（二俣） | 文化部 - 吹奏楽（二俣・春野） - 郷土芸能（二俣・春野） - 家庭（二俣） - 美術（二俣） - 文芸（二俣） - 日本文化（二俣） - 情報処理（二俣） - 将棋（二俣） - 森林科学（二俣） - 環境研究（二俣） - 建築研究（二俣） - ボランティア（二俣・春野） |

## アクセス
- ＜天竜高校二俣校舎＞遠鉄バス秋葉線・鹿島線・磐田天竜線 ｢車道｣停留所から、徒歩約5分
- ＜天竜高校春野校舎＞遠鉄バス秋葉線 「天竜高校春野校舎」停留所から、徒歩約5分　秋葉バスサービス秋葉線「天竜高校春野校舎」停留所から、徒歩約6分